# Communauté rurale de Sakar
La communauté rurale de Sakar est une communauté rurale du Sénégal située en Casamance, dans le sud du pays. 
Elle fait partie de l'arrondissement de Diendé, du département de Sédhiou et de la région de Sédhiou.